# Carlo Bartolomeo Rastrelli
Carlo Bartolomeo Rastrelli, né en 1675 à Florence dans le grand-duché de Toscane et mort le 18 novembre 1744 à Saint-Pétersbourg dans l'Empire russe, est un sculpteur et un architecte toscan.   
Né en Italie, il s'installe en 1716 en Russie où il travaille jusqu'à sa mort. Ses œuvres les plus célèbres comprennent le Monument à Pierre I (château Saint-Michel), une céroplastie et différents bustes de Pierre le Grand. Son fils Francesco Bartolomeo Rastrelli est aussi un éminent architecte en Russie.  

## Biographie

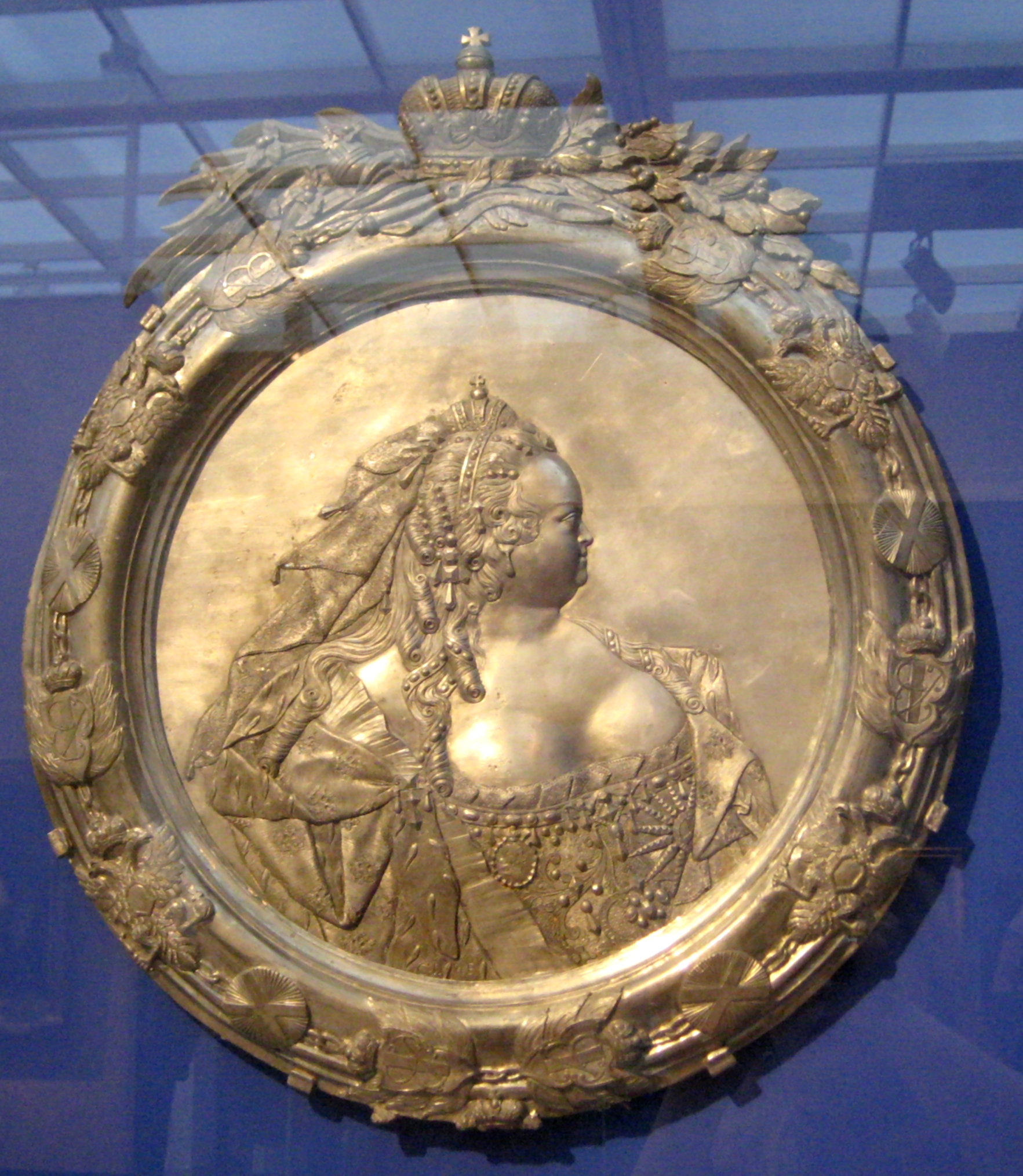
Élisabeth Ire, étain doré.

Carlo Bartolomeo Rastrelli naît à Florence dans la riche et noble famille Francesco Rastrelli. Il reçoit une formation polyvalente dans les arts, travaillant le bronze et la joaillerie, mais aussi le dessin, la fonte et l'architecture. Il ne peut cependant appliquer ses compétences à Florence, ville à l'époque traversée par une crise économique. C'est pourquoi Rastrelli déménage avec sa femme, une noble espagnole, à Rome, puis à Paris, où elle accouche de leur fils, Francesco Bartolomeo. En 1706, Rastrelli achève la tombe d'un ministre de Louis XIV, pour laquelle il reçoit le titre de comte. Le tombeau est démoli en 1792.  

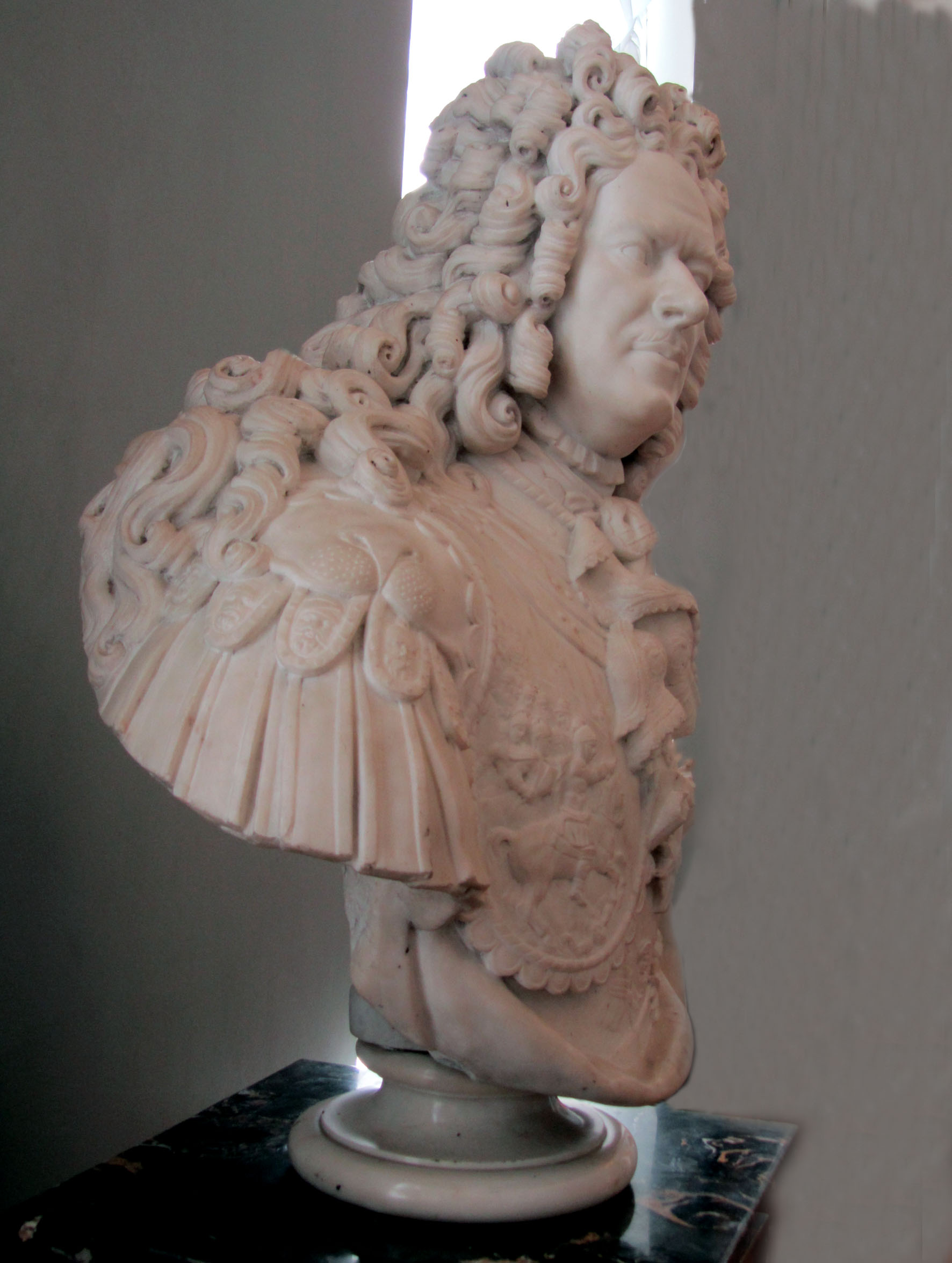
Buste d'Alexandre Menshikov, copie en marbre.

Il continue à concevoir des pierres tombales de style baroque, mais ces dernières ont moins de succès en France, pays qui s'oriente déjà vers le néoclassicisme. Pierre le Grand, voyant cette situation en Europe, s'en sert à son compte et attire des artistes sur le déclin en Russie. En 1715, Rastrelli et son fils sont invités en Russie.  
Les tâches de Rastrelli comprenaient la conception de palais, de jardins, de fontaines, de décorations théâtrales, de médailles, ainsi que des monuments, en utilisant divers matériaux tels que des roches, des métaux et de la cire. Rastrelli enseigne également les arts à des étudiants russes. Il arrive à Saint-Pétersbourg en mars 1716 avec un contrat de trois ans, mais y reste jusqu'à sa mort en 1744.